# Gerald Engström
Alf Gerald Engström, född 13 maj 1948, är en svensk företagsledare samt grundare och styrelseordförande för Systemair Aktiebolag. Han var koncernchef och VD för företaget mellan 1974 och 2015.
Engström är utbildad till gymnasieingenjör samt har studerat ekonomi vid Stockholms universitet.
Den 8 december 2017 rapporterade den svenska ekonomitidskriften Veckans Affärer att Engströms förmögenhet var på tre miljarder svenska kronor, därmed den 69:e rikaste svensken för det året.